# デ・ハビランド DH.108

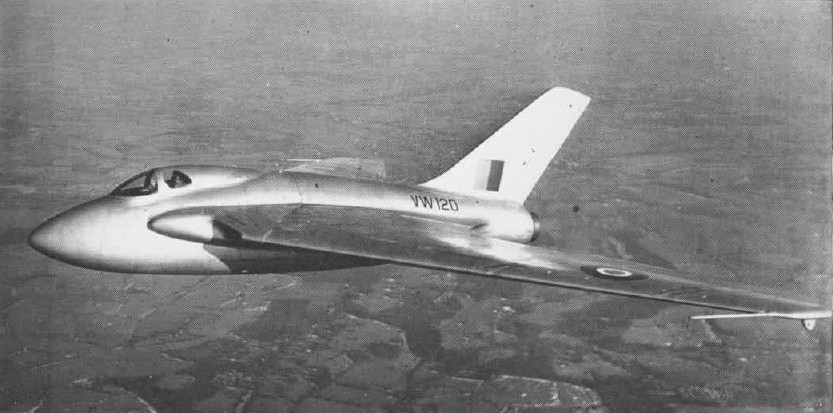
De Havilland DH.108 Swallow VW120

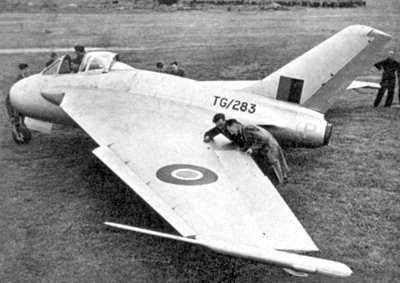
De Havilland DH.108 Swallow TG/283

デ・ハビランド DH.108 スワロー (de Havilland DH.108 Swallow) は、イギリスによる高速飛行研究を目的とした無尾翼試験機である。音速を突破する成果を挙げたものの複数のパイロットを事故で失っている。
1945年から計画されたDH.108は、後退翼の特性を研究するために量産型のデ・ハビランド バンパイアの胴体に後退翼と垂直尾翼をつけたものである。エンジンはデハビランドのゴブリンのシリーズを搭載した。3機の試作型が作られ、最初のTG283は1946年5月15日に初飛行した。1946年9月27日の事故で、パイロットのジェフリー・デ・ハビランド・ジュニア（デ・ハビランド社の創立者の息子）が死亡した。1946年8月23日に2機めのTG306が飛行した。さらにエンジンを強化するなどしたVW120（初飛行1947年7月24日）がジョン・デリーの操縦で1948年9月音速を突破した。1950年まで亜音速から、遷音速の飛行の研究のための試験飛行を続けたが、3機とも事故で失われ、パイロットを死亡させた。

## 性能諸元（DH 108 VW120 試作三号機）
- 乗員： 1 名
- 翼幅： 11.89 m
- 全高： 4.27 m

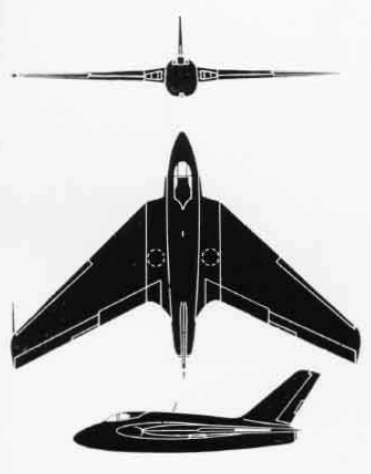
De Havilland DH.108 Swallow

- 翼面積： 30.47 m2
- 積載時重量 4,064 kg
- パワープラント： デ・ハビランド ゴブリン-4 ターボジェット、 3,738 lbf （16.67 kN）×1
- 最高速度： 1,090 km/h
- 航続距離： 1,175 km
- 上限高度： 10,800 m
- 翼面荷重： 133 kg/m2
- 推力重量比： 0.42